# Neoleptoneta brunnea
Espèce
Synonymes
- Leptoneta brunnea Gertsch, 1974

Neoleptoneta brunnea est une espèce d'araignées aranéomorphes de la famille des Leptonetidae.

## Distribution
Cette espèce est endémique du Mexique. Elle se rencontre à Tenango de Doria en Hidalgo et à Xilitla au San Luis Potosí.

## Description
Le mâle holotype mesure 2,00 mm.

## Publication originale
- Gertsch, 1974 : The spider family Leptonetidae in North America. Journal of Arachnology, vol. 1, no 3, p. 145-203 (texte original).